# DSV-3 Turtle
Le Turtle (DSV-3) est un sous-marin océanographique qui a appartenu à l'United States Navy. Il s'agit du sister-ship du Alvin.
Conçu pour réaliser des recherches océanographiques, le Turtle a également pris part à des opérations militaires, comme pour la récupération de matériels militaires estimés à 4 millions de dollars en 1990.
Il fut retiré du service le 15 avril 1998 et est actuellement stationné à l'aquarium de la ville de Mystic, dans le Connecticut..